# Affaire Asunta Basterra
L'affaire Asunta Basterra est un infanticide perpétré en Galice en 2013. L'affaire défraie la chronique en Espagne et dans le reste de l'Europe.

## Historique et déroulement

### Biographie d'Asunta Basterra Porto
Asunta Basterra Porto naît le 30 septembre 2000 à Yongzhou, dans la province du Hunan en Chine. Lorsque le bébé a un an, l'avocate Rosario Porto Ortega et le journaliste Alfonso Basterra Camporro, résidant à Saint-Jacques-de-Compostelle et sans enfant biologique, l'adoptent sous le nom d'Asunta Fang Yong. L'enfant intègre alors une famille cultivée et aisée : sa grand-mère est l'historienne María do Socorro Ortega Romero et son grand-père est Francisco Porto Mella, avocat et universitaire francophile, président de l'Alliance française, consul honoraire de France de Saint-Jacques-de-Compostelle.

### Faits et déroulement de l'enquête judiciaire
Le 21 septembre 2013, Asunta, alors âgée de 12 ans, disparaît. Ses parents signalent sa disparition dans l'après-midi du même jour. Au petit matin du lendemain, deux personnes découvrent un corps sur une piste forestière de la ville de Teo et alertent les secours: il s'agit de la petite Asunta, morte par asphyxie.
Le 22 septembre 2013, le corps sans vie de la jeune Asunta Basterra Porto (une enfant de douze ans disparue la veille) est découvert sur un chemin forestier de Montouto, sur le territoire de la commune de Teo, en Galice, à cinq kilomètres de la résidence secondaire de sa famille. L'enquête menée par la Garde civile a pour nom de code Operación Nenúfar (en français : Opération Nénuphar).
Le juge chargé de l'affaire est le célèbre José Antonio Vázquez Taín, magistrat connu pour son implication dans les dossiers du vol du Codex Calixtinus et de l'accident ferroviaire de Saint-Jacques-de-Compostelle en 2013,.
Très vite, les soupçons se portent sur les parents adoptifs de l'enfant.
Le 24 septembre, la mère, Rosario Porto, avocate consule honoraire de France — poste auquel elle succède à son père, l'universitaire francophile Francisco Porto Mella —, est arrêtée. Elle fait l'objet d'une enquête pour homicide présumé. Le père, le journaliste Alfonso Basterra Camporro, est arrêté le lendemain.
Trois faits marquants sont mis en avant dans le processus judiciaire :
- Le modèle des cordes découvertes sur le corps de la fillette, retrouvées également dans la résidence secondaire de la mère[12];
- La présence, dans l'analyse post-mortem du sang, de la molécule Lorazepam en quantités toxiques[13];
- La disparition de l'ordinateur portable et du second téléphone du père au début de l'enquête, matériel retrouvé ensuite[14].

Le 30 octobre 2015, les parents adoptifs d'Asunta sont condamnés chacun à 18 ans de prison pour assassinat avec circonstance aggravante de parentèle (en espagnol : « asesinato con concurrencia del agravante del parentesco ») par l'Audience provinciale de La Corogne,.

## Répercussions et postérité
Depuis 2013, le meurtre d'Asunta Basterra Porto, largement médiatisé en Espagne et dans toute l'Europe, fait l'objet d'articles de presse et de productions télévisuelles,. Il reste, encore aujourd'hui, sujet à controverses et polémiques. 
La mère, Rosario Porto, met fin à ses jours le 18 novembre 2020, après plusieurs tentatives de suicide, dans la prison de Brieva (province d'Ávila), où elle purge sa peine.
Le père, Alfonso Basterra, continue de nos jours à clamer son innocence.
La série L'Affaire Asunta, filmée dans les environs de Saint-Jacques-de-Compostelle et diffusée par Netflix en 2024, relate le drame et le procès. Le rôle de la mère, Rosario Porto Ortega, est interprété par l'actrice Candela Peña, révélée en France dans le film Tout sur ma mère de Pedro Almodóvar.